# ヘルムート・ミュラー＝ブリュール
ヘルムート・ミュラー=ブリュール（Helmut Müller-Brühl, 1933年6月28日・ブリュール - 2012年1月2日）はドイツの指揮者。
ヘルマン・アーベントロートに師事し、1964年以来、アーベントロートが創設したケルン室内管弦楽団の指揮者として活動を続けた。その名が知られるようになったのはナクソスで古典派の基本レパートリーを任されたことによるもので、ケルン室内管弦楽団とともにJ.S.バッハの管弦楽曲や協奏曲、ハイドンやモーツァルト、ベートーヴェンの交響曲などの録音を進めた。まじめで誠実な演奏が特徴である。
2012年1月2日、病気のために死去。78歳没。